# ザ・キャブ
ザ・キャブ (The Cab) とは、アメリカ合衆国ネバダ州ラスベガス出身のロックバンドである。2004年に結成し、2008年にデビュー。メンバーはアレックス・デロン、ジョーイ・サンダー、チャントリー・ジョンソン、デイヴ・ブリッグスの4人。

## 略歴
2004年、当時高校生だったアレックス・デロン、キャッシュ・コリガンの2人を中心に結成。それから3年後の2007年、パニック!アット・ザ・ディスコのスペンサー・スミスに出会い、自分達のデモ音源を渡す。その後スミスを通じ、音源がフォール・アウト・ボーイのピート・ウェンツの手に渡ると、デモ音源を気に入りウェンツの主宰するディケイダンス・レコード"と契約を結ぶことになった。
2008年4月29日、デビュー・アルバム『ウイスパー・ウォー』を発売し、Billboard 200で最高108位を記録。それから5か月後の9月に、"Decaydance Festival"にて初来日公演を行っている。
2009年に入ると、ニューアルバムの作成をアレックス・デロンのパソコン上で行っていた彼らだが、その後パソコンが突然故障し、それまでに作成していた新曲や歌詞のデータを全て失うというアクシデントが発生した。また同年6月には、ギタリストのイアン・クロフォードが音楽性の違いから脱退してしまう。この直後にツアーが控えていた彼らだが、急きょ友人だったブライアン・ドーソンをギタリストに起用し、ツアーを行う事となった。しかし、2か月後の8月にベーシストのキャッシュ・コリガンも脱退を発表した。キャッシュの脱退により、バンドはアレックス・デロン、アレックス・マーシャル、アレックス・ジョンソンの3人になってしまう。
2011年6月22日、ディケイダンス・レコードから離れることになり、ドラマーのアレックス・ジョンソンも1か月後の7月に脱退。それまでサポートメンバーだった、ベーシストのジョーイ・サンダーが正式にメンバーとなった。
紆余曲折を経て同年8月23日、2枚目のアルバム『シンフォニー・ソルジャー』をリリース。自主制作でのリリースとなったため、公式サイト、iTunes、もしくはライブ会場での購入しか入手方法は無かったが、前作を上回るビルボードアルバムチャート最高62位を記録した。今作では、プロデューサーにジョン・フェルドマンを起用し、作詞、楽曲制作にはブルーノ・マーズやピート・ウェンツ、マルーン5のアダム・レヴィーン、ジェシー・カーマイケル、ボーイズ・ライク・ガールズのマーティン・ジョンソンなど豪華メンバーが参加している。2009年に脱退したギタリストのイアン・クロフォードもレコーディングに参加しており、現在でも交流はあるとの事。
ディケイダンス・レコードを離れてから1年ほどレーベルとの契約は無かったが、2012年8月31日にユニバーサル・リパブリック・レコードとの契約を発表した。
2012年9月から行われたマルーン5による"オーヴァーエクスポーズド・アジアツアー"でオープニングアクトを務めた。10月の日本公演にはESPがオープニングアクトを務めたが、後に"TWILIGHT RECORDS TOUR 2012"にて3度目の来日を果たした。
2014年4月29日、EP『Lock Me Up』を発売。その4日前の25日にマーシャルが脱退を発表。
2015年にアレックス・デロンがBohnes名義でソロ・デビュー。

## メンバー
現メンバー
- アレックス・デロン / Alex DeLeon – リード・ボーカル（2004年 - ）、ピアノ（2014年 - ）
- ジョーイ・サンダー / Joey Thunder – ベース（2009年 - ）
- チャントリー・ジョンソン / Chantry Johnson – リードギター、バッキング・ボーカル、チェロ（2010年 - ）、リズムギター（2014年 - ）
- デイヴ・ブリッグス / Dave Briggs – ドラムス、パーカッション（2011年 - ）

旧メンバー
- ポール・ガルシア / Paul Garcia – ギター （2004年 - 2007年）
- キャッシュ・コリガン / Cash Colligan – ベース、バッキング・ボーカル（2004年 - 2009年）
- アレックス・マーシャル / Alex Marshall – リズムギター、ピアノ、バッキング・ボーカル（2005年 - 2014年）
- アレックス・ジョンソン / Alex Johnson – ドラムス、パーカッション、バッキング・ボーカル（2005年 - 2011年）
- イアン・クロフォード / Ian Crawford – リードギター、バッキング・ボーカル （2007年 - 2009年）
- ブライアン・ドーソン / Bryan Dawson – リードギター（2009年 - 2010年）
- チャールズ・ヘンリー / Charles Henry – リードギター（2011年 - 2012年）

## ディスコグラフィ

### スタジオ・アルバム
| タイトル                 | 備考 | 最高位 | 最高位  |
| タイトル                 | 備考 | US     | US Rock |
| ------------------------ | --- | ------ | ------- |
| ウイスパー・ウォー       | - 原題: Whisper War - 発売日: 2008年4月29日 - レーベル: ディケイダンス、フュエルド・バイ・ラーメン - 規格: 音楽配信、CD | 108    | —       |
| シンフォニー・ソルジャー | - 原題: Symphony Soldier - 発売日: 2011年8月23日 - 自主制作作品 - 規格: 音楽配信、CD                                    | 62     | 9       |

### EP
| タイトル          | 備考                                                                                                | 最高位 |
| タイトル          | 備考                                                                                                | US     |
| ----------------- | --------------------------------------------------------------------------------------------------- | ------ |
| Drunk Love        | - 発売日: 2006年 - レーベル: インディーズ - 規格: CD、音楽配信                                      | —      |
| Glitz and Glamour | - 発売日: 2006年 - レーベル: インディーズ - 規格: CD、音楽配信                                      | —      |
| The Lady Luck EP  | - 発売日: 2009年6月20日 - レーベル: ディケイダンス、フュエルド・バイ・ラーメン - 規格: CD、音楽配信 | —      |
| Lock Me Up        | - 発売日: 2014年4月29日 - レーベル: リパブリック - 規格: CD、音楽配信                               | 44     |